# Best Part
Best Part è un singolo del cantante canadese Daniel Caesar e della cantante statunitense H.E.R., pubblicato il 31 dicembre 2017 come terzo estratto dal primo album in studio di Caesar Freudian.
Nell'ambito dei Grammy Awards 2019 ha trionfato nella categoria Miglior interpretazione R&B.

## Descrizione
Il brano è stato scritto dagli stessi interpreti e prodotto da Jordan Evans e Matthew Burnett. È composto in chiave di Sol maggiore ed ha un tempo di 75 battiti per minuto.

## Video musicale
Il video musicale del brano è stato reso disponibile l'11 aprile 2018.

## Esibizioni dal vivo
Caesar e H.E.R. si sono esibiti dal vivo con il singolo ad aprile 2018 al Jimmy Kimmel Live!, mentre nel giugno successivo al Later... with Jools Holland e in occasione dei BET Awards.

## Tracce
Download digitale
1. Best Part – 3:29

## Successo commerciale
Nella pubblicazione del 20 ottobre 2018 Best Part, grazie ad un'audience pari a 30 milioni di ascoltatori, ha raggiunto la vetta della Adult R&B Songs, classifica radiofonica statunitense di Billboard dedicata al suddetto genere, diventando la seconda numero uno consecutive di entrambi gli interpreti e rendendoli due dei sette artisti a raggiungere la prima posizione con i primi due ingressi nella graduatoria.

## Classifiche
| Classifica (2018-20) | Posizione massima |
| -------------------- | ----------------- |
| Portogallo           | 184               |
| Stati Uniti          | 75                |